# Послание към колосяните
Послание на св. ап. Павла до Колосяни е библейска книга, деветнадесета в Новия завет. Авторството на книгата се приписва на апостол Павел и Тимотей Ефески като съавтор и представлява специално послание до християнската църква в Колоса – малък фригийски град близо до Лаодикея и на около 160 километра от Ефес. Християнската общност там е основана по време на тригодишната проповедническа дейност на Павел в Ефес. 
В Колоса е проповядвал неговият ученик Епафрас, който е споменат и в книгата. Някои учени оспорват авторството на Павел и Тимотей, докато други твърдят, че е това е факт. Съмненията за това се появяват през XIX век.
Посланието най-вероятно е писано в Рим по време на първото заточение в затвор на Павел около 63 година и изпратено по Тихик. Повод за написването са появата на лъжеучители в Колоса, като в самия град са живеели заедно гърци, евреи и фригийци.